# Academia de la Lengua Guaraní
La Academia de la Lengua Guaraní (en guaraní: Guarani Ñe’ẽ Rerekuapavẽ) es la principal institución encargada de normar y estandarizar la lengua guaraní.
Fue promovida en Paraguay a través de la Ley de Lenguas, la cual fue aprobada en 2010; y que además, autorizó la creación de la Secretaría de Políticas Lingüísticas con rango ministerial.
Tras un largo proceso que se inició con el debate ciudadano sobre la Ley de Lenguas, la misma fue sancionada en el Congreso Paraguayo. Luego inició el proceso de puesta en vigencia, con la creación de la Secretaría Nacional de Políticas Lingüísticas, ésta emitió la Resolución N° 80/2012 por la cual se crea la Academia de Lengua Guaraní / Guarani Ñe’ẽ Rerekuapavẽ.

## Funciones
El artículo 46.° de la ley 4251/10 "De Lenguas" dispone las funciones que tendrán los 30 miembros de la Academia, las cuales apuntarán a normativizar la lengua, lo que implica establecer las reglas para hablar y escribir en guaraní.
Entre las funciones que tendrán sus miembros, se destacan la de normativizar la lengua guaraní a partir de investigaciones lingüísticas incluyendo las realizadas con hablantes de la lengua; establecer el alfabeto guaraní sobre la base del utilizado en la Convención Nacional Constituyente de 1992; elaborar el diccionario general de la lengua guaraní y mantenerlo actualizado; elaborar la gramática fundamental de la lengua guaraní y elaborar diccionarios terminológicos para áreas profesionales y científicas específicas.
También tendrán la tarea de identificar los mecanismos más adecuados para el enriquecimiento lexicológico del idioma guaraní, en especial de aquellos que le permitan crecer y modernizarse sin alterar esencialmente su estructura fonética, morfosintáctica y discursiva; recopilar las palabras nuevas creadas naturalmente por los hablantes de la lengua guaraní y aprobar su incorporación formal al corpus lexical del guaraní; recuperar el léxico antiguo y propiciar su uso funcional, y fomentar la incorporación de vocablos en uso en los dialectos indígenas de la familia lingüística guaraní.

## Miembros
En el Art. 44 de la Ley 4251/10 "De Lenguas" del Paraguay dispone: De la composición de la Academia. La Academia de la Lengua Guaraní representa la soberanía lingüística del pueblo hablante de dicho idioma. Estará integrada por los más destacados exponentes de los ámbitos lingüístico, literario y pedagógico de la lengua Guaraní, en número no superior a treinta. Su plantel inicial será de quince miembros y será instituido por la Secretaría de Política Lingüística, a través de un concurso público de títulos, méritos y aptitudes; fundados en las obras realizadas o escritas por sus autores y la trayectoria docente de los mismos. Dicho plantel dictará los estatutos de la Academia y posteriormente ejercerá el derecho de coopción de sus futuros integrantes.
Respondiendo al art. 44. La Academia de Lengua Guaraní está integrada por Académicos de Número, (EL NÚMERO FUE ASIGNADO A CADA ACADÉMICO DE FORMA VITALICIA) distribuyéndose de la siguiente manera :
Del 1 al 15 corresponde al plantel inicial según Resolución 80/12 de la SPL.
Del 16 al 30 nombrados por coopción, completando el número 30 según disposición. La nómina respectiva es como sigue:
1. Feliciano Acosta Alcaraz
2. Domingo Adolfo Aguilera Jiménez
3. Mario Rubén Álvarez Benítez
4. Almidio Milciades Aquino Argüello
Rubén Bareiro Saguier (†) (el número 5 pasa al sucesor y se repite)
5. Alcibiades González Delvalle
6. David Galeano Olivera
7. María Georgina González Morán
8. María Eva Mansfeld de Agüero
9. María Elvira Martínez de Campos
10. Julia Irene Segovia de Borba
11. Ramón Raimundo Silva Fernández
12. Lino Trinidad Sanabria
13. Miguel Ángel Verón
14. Sara Villagra-Batoux
15. Tadeo Zarratea
16. Dionisio Fleitas Lecoski
17. Rubén Rolandi (+ Reemplazado por María Gloria Pereira)
18. Paulino Carlos Antonio Ferreira Quiñónez
19. Modesto Romero Cueto
20. Milciades Benítez (+ Reemplazado por Juan Félix González)
21. Bernarda Ortellado
22. Perla Álvarez B.
23. Zulma Trinidad Zarza
24. Mauro Javier Lugo Verón
25. Cristina Invernizzi de Santos
26. Ladislaa Alcaraz de Silvero
27. Pa’i Sj. Alberto C. Luna Pastore
28. Teresita de Jesús «Susy» Delgado Salinas
29. Indalecio Riquelme Cantero
30. Lucino Gerónimo Rodríguez Baroffi